# Liphistius ochraceus
Espèce
Liphistius ochraceus est une espèce d'araignées mésothèles de la famille des Liphistiidae.

## Distribution
Cette espèce est endémique de Thaïlande.

## Publication originale
- Ono & Schwendinger, 1990 : Liphistiid spiders (Araneae, Mesothelae) from central and eastern Thailand. Bulletin of the National Science Museum Tokyo, sér. A, vol. 16, p. 165-174.